# Saison 1933-1934 du Racing Club de Strasbourg
Chronologie
Saison précédente Saison suivante
La saison 1933-1934 du Racing Club de Strasbourg, ou RC Strasbourg, est la première saison que le club strasbourgeois dispute avec le statut professionnel, en deuxième division.
Le RCS participe donc à la première édition du Championnat de France de football D2, ainsi qu'à la 17e édition de la Coupe de France.

## Championnat de France de football de Division 2 Poule Nord

### Classement final du championnat
Strasbourg termine quatrième. Le club se qualifie donc pour les barrages de promotion en Division Nationale 1934-1935.
| Rang | Équipe                     | Pts     | J       | G       | N       | P       | Bp      | Bc      | GA      |
| --- | -------------------------- | ------- | ------- | ------- | ------- | ------- | ------- | ------- | ------- |
| 1 | Red Star Olympique R       | 35      | 24      | 15      | 5       | 4       | 71      | 37      | 1,919   |
| 2 | FC rouennais               | 35      | 24      | 15      | 5       | 4       | 85      | 46      | 1,848   |
| 3 | FC Mulhouse R              | 31      | 24      | 14      | 3       | 7       | 58      | 39      | 1,487   |
| 4 | RC Strasbourg              | 30      | 24      | 13      | 4       | 7       | 64      | 42      | 1,524   |
| 5 | FC Metz R                  | 26      | 24      | 11      | 4       | 9       | 51      | 39      | 1,308   |
| 6 | RC Roubaix                 | 23      | 24      | 10      | 3       | 11      | 41      | 47      | 0,872   |
| 7 | US Valenciennes-Anzin      | 22      | 24      | 7       | 8       | 9       | 47      | 52      | 0,904   |
| 8 | Amiens AC                  | 21      | 24      | 9       | 3       | 12      | 59      | 65      | 0,908   |
| 9 | US Tourcoing               | 20      | 24      | 8       | 4       | 12      | 38      | 51      | 0,745   |
| 10 | Le Havre AC                | 19      | 24      | 8       | 3       | 13      | 48      | 61      | 0,787   |
| 11 | US servannaise et malouine | 18      | 24      | 7       | 4       | 13      | 39      | 67      | 0,582   |
| 12 | Club français R            | 17      | 24      | 5       | 7       | 12      | 43      | 73      | 0,589   |
| 13 | RC Calais                  | 15      | 24      | 5       | 5       | 14      | 31      | 56      | 0,554   |
| 14 | US suisse                  | Forfait | Forfait | Forfait | Forfait | Forfait | Forfait | Forfait | Forfait |
| - Promotion en Division Nationale 1934-1935 - Barrage pour la promotion en Division Nationale 1934-1935 - Forfait en cours de saison - R : Relégué de la Division Nationale 1932-1933 |                            |         |         |         |         |         |         |         |         |

### Barrage de promotion
À la suite de sa quatrième place dans la poule Nord, le club participe au barrage de Promotion. Il affronte le FC Mulhouse, qu'il a déjà affronté précédemment, et l'AS Saint-Etienne, 2e de la poule Sud. Le FC Rouen aurait dû participer, mais il demande à être promu sans disputer les barrages. Il est donc déclaré forfait.

Strasbourg termine premier de la poule, avec 2 victoires à domicile et 2 nuls à l’extérieur. Le club est donc promu en compagnie du FC Mulhouse.
| Rang | Équipe           | Pts     | J       | G       | N       | P       | Bp      | Bc      | GA      |  | Résultats (▼ dom., ► ext.) | Str | Mul | StE | Rou |
| ---- | ---------------- | ------- | ------- | ------- | ------- | ------- | ------- | ------- | ------- |  | -------------------------- | --- | --- | --- | --- |
| 1    | RC Strasbourg    | 6       | 4       | 2       | 2       | 0       | 9       | 5       | 1,8     |  | RC Strasbourg              |     | 3-1 | 2-0 |     |
| 2    | FC Mulhouse      | 4       | 4       | 1       | 2       | 1       | 4       | 5       | 0,8     |  | FC Mulhouse                | 0-0 |     | 2-1 |     |
| 3    | AS Saint-Étienne | 2       | 4       | 0       | 2       | 2       | 6       | 9       | 0,667   |  | AS Saint-Étienne           | 4-4 | 1-1 |     |     |
| 4    | FC rouennais     | Forfait | Forfait | Forfait | Forfait | Forfait | Forfait | Forfait | Forfait |  | FC rouennais               |     |     |     |     |

## Coupe de France de football
Le Racing Club de Strasbourg participe à la Coupe de France 1933-1934. En tant que club de Seconde Division, Strasbourg entre en lice en 1/32 de finale.
Le 10 décembre 1933, Strasbourg accueille l'UL Moyeuvre-Grande, et franchit cet obstacle sur le score de 3-0. Néanmoins, dès les seizièmes de finale, le RC Strasbourg est éliminé par le RC Paris, lors d'un match disputé le 7 janvier 1934 à Rouen, et perdu 4-1.